# Egerszólát
Egerszólát è un comune dell'Ungheria di 1.115 abitanti (dati 2001). È situato nella contea di Heves.